# Mimar Kemaleddin

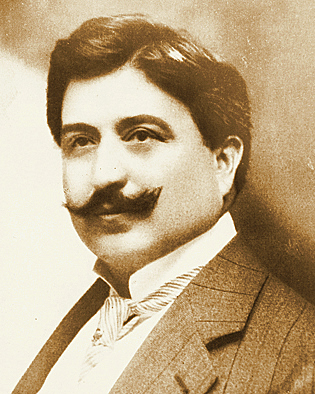
Ein Porträt Mimar Kemaleddins

Mimar Kemaleddin (Mahmud Kemaleddin; * 1870 im Stadtteil Acıbadem des Landkreises Kadıköy in İstanbul; † 12. Juli 1927 im Stadtteil Ulus in Ankara) war ein bedeutender Architekt während der letzten Phase des Osmanischen Reiches sowie der Anfänge der Republik Türkei. Er gilt als der bedeutendste Architekt der Birinci Ulusal Mimarlık Akımı (Ersten Nationalen Architekturströmung), die zwischen den Jahren 1908 und 1927 anzusiedeln ist.

## Leben
Seine Familie zog nach Kreta, da sein Vater, der Marineoffizier war, ein Amt auf der Insel zugewiesen bekam. Während seines Aufenthaltes auf Kreta lernte Kemaleddin Französisch und Arabisch. 1875 begann seine Volksschulausbildung an der İbrahim Ağa İbtidai Mektebi in İstanbul und 1881 seine Hauptschulausbildung auf Kreta. Schon ein Jahr später zog er und seine Familie wieder nach İstanbul. Nach seinem Gymnasialabschluss besuchte er die Ingenieursschule (Mühendishane-i Berri Humayün), die er im Jahre 1891 als Jahrgangsbester abschloss. Der Schüler Kemaleddin fiel während seiner Schulzeit dem deutschen Architekten und Professoren August Jasmund auf, der ihn dann zu seinem Assistenten machte. Diese Position übte er vier Jahre aus, bis er sein eigenes Architekturbüro eröffnete. Kemaleddin war nebenbei auch Schüler des österreichischen Ingenieurs Philipp Forchheimer und des deutschen Architekten Kos. Am 8. Januar 1895 schickte ihn Sultan Abdülhamid II. für zwei Jahre an die Technische Universität in Berlin. Danach blieb er weitere zwei Jahre in Berlin, um in verschiedenen Architektenbüros zu arbeiten. August Jachmund wurde durch die deutsche Regierung beauftragt die Osmanische Architektur zu untersuchen, zur selben Zeit übertrug Sultan Abdülhamid II. ihm den Auftrag den Kopfbahnhof Sirkeci, die Endstation des Orient-Express, zu entwerfen. Während Mimar Kemaleddin am 12. Juli 1927 die Baustelle des Ankara-Palas-Hotels inspizierte, erlitt er aufgrund einer Arteriellen Hypertonie eine Hirnblutung, an deren Folgen er starb. Kemaleddins Grab befindet sich auf dem Friedhof der Beyazıt-Moschee in İstanbul. Der Musikjournalist, Komponist und Musikproduzent İlhan Mimaroğlu war sein Sohn.

## Bauwerke

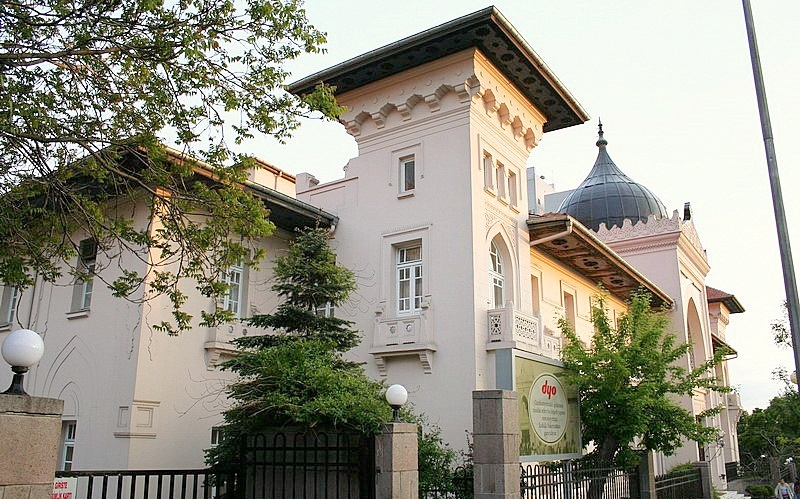
Ankara Palas
Ankara (7. Mai 2006)

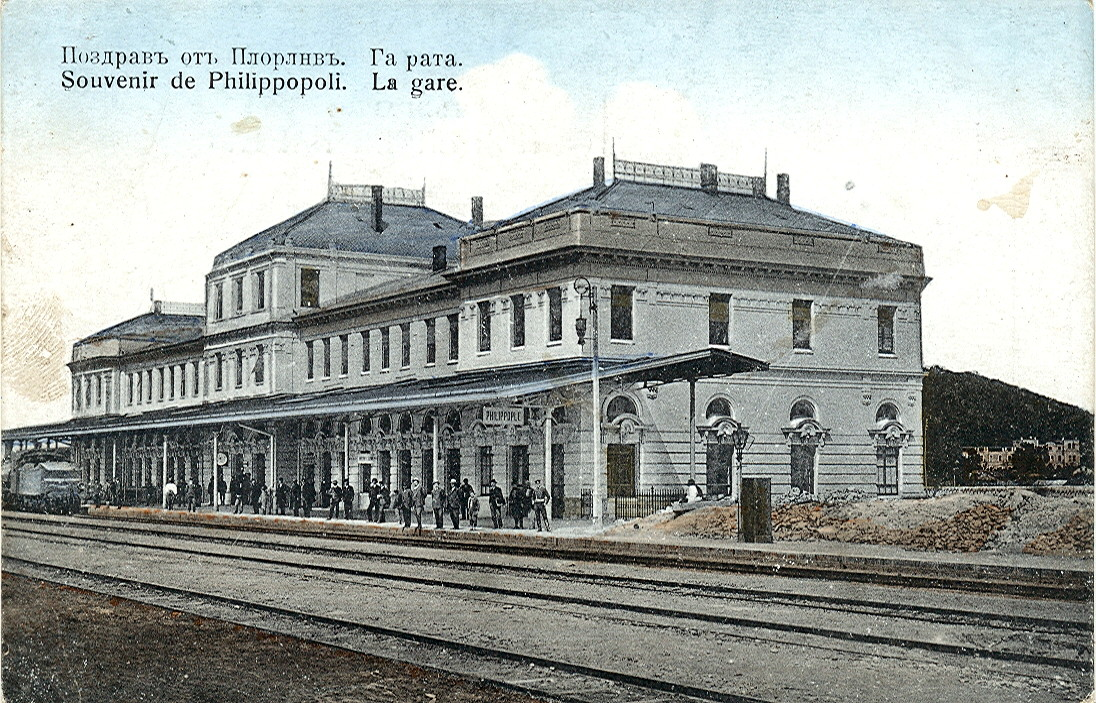
Bahnhofsgebäude in Plowdiw
Plowdiw (Postkarte von 1916)

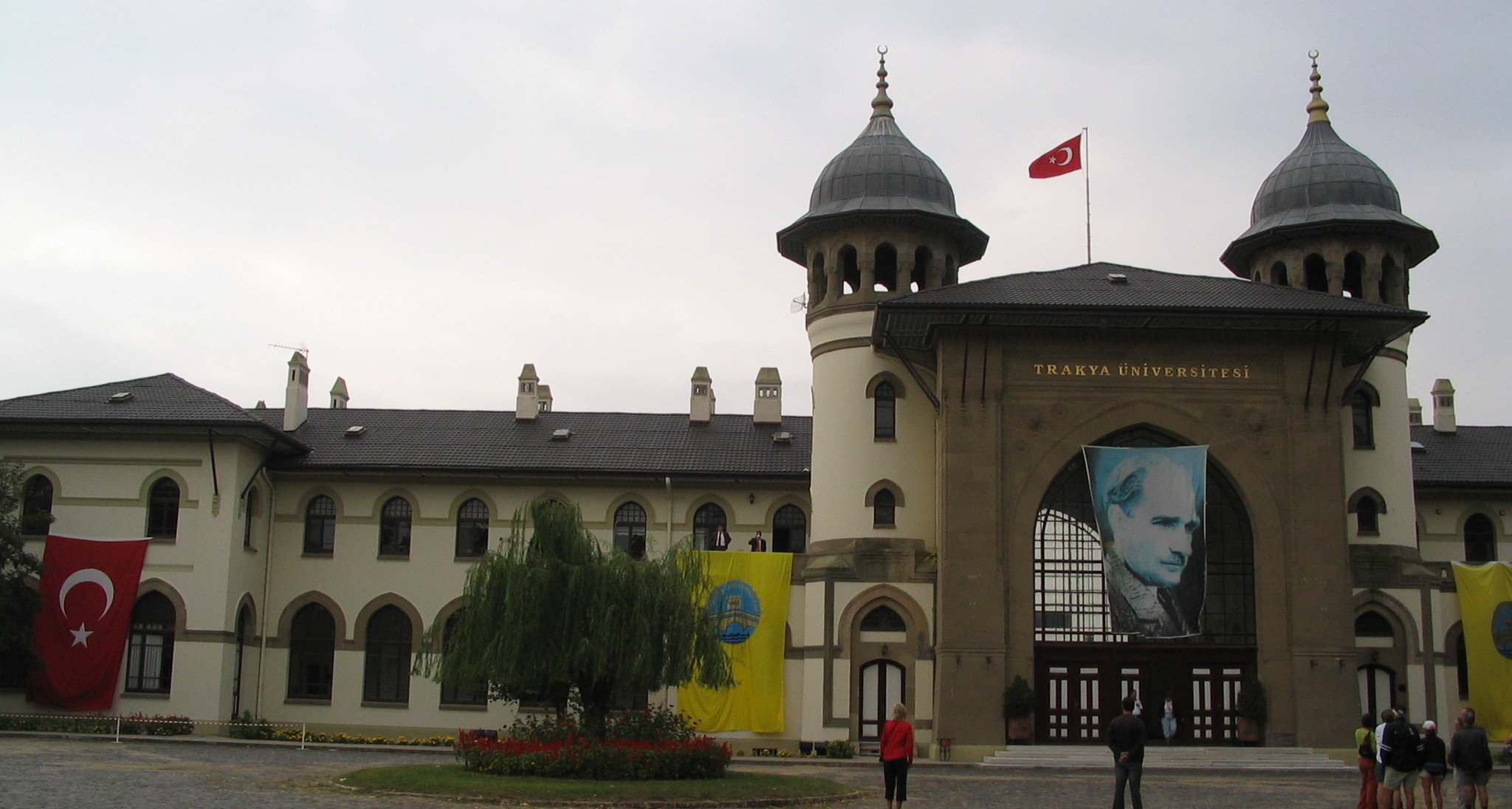
Ehemaliges Bahnhofsgebäude in Edirne – heutige Nutzung: Rektoratsgebäude der Trakya Üniversitesi
Edirne (21. September 2006)

| Nr. | Name                                 | deutsche Bezeichnung                       | Art                                | Eröffnung | Stadt    | Staat     |
| --- | ------------------------------------ | ------------------------------------------ | ---------------------------------- | --------- | -------- | --------- |
| 1   | Ahmed Cevad Paşa Türbesi             | Türbe des Ahmed Cevad Pascha               | Türbe                              | 1901      | İstanbul | Türkei    |
| 2   | Filibe Gar Binası                    | Bahnhofsgebäude Plowdiw                    | Bahnhof                            | 1908      | Plowdiw  | Bulgarien |
| 3   | Kamer Hatun Camii                    | Kamer-Hatun-Moschee                        | Moschee                            | 1911      | İstanbul | Türkei    |
| 4   | İkinci Vakıf Hanı                    | II. Vereinsbürohaus                        | Bürohaus                           | 1911      | İstanbul | Türkei    |
| 5   | Üçüncü Vakıf Hanı                    | III. Vereinsbürohaus                       | Bürohaus                           | 1911      | İstanbul | Türkei    |
| 6   | Beşinci Vakıf Hanı                   | V. Vereinsbürohaus                         | Bürohaus                           | 1911      | İstanbul | Türkei    |
| 7   | Bebek Camii                          | Bebek-Moschee                              | Moschee                            | 1913      | İstanbul | Türkei    |
| 8   | İstanbul Üniversitesi Kütüphanesi    | Bibliothek der Universität Istanbul        |                                    | 1913      | İstanbul | Türkei    |
| 9   | Edirne Gar Binası                    | Bahnhofsgebäude Edirne                     | Bahnhof                            | 1914      | Edirne   | Türkei    |
| 10  | Birinci Vakıf Hanı                   |                                            |                                    | 1918      | İstanbul | Türkei    |
| 11  | Harikzedegân                         |                                            | Wohnhaus, heute Hotel              | 1922      | İstanbul | Türkei    |
| 12  | Dördüncü Vakıf Hanı                  |                                            |                                    | 1926      | İstanbul | Türkei    |
| 13  | Mimar Kemalettin Okulu               | Mimar Kemalettin-Schule                    | Schule                             | nach 1925 | Ankara   | Türkei    |
| 14  | Ankara Palas                         | Ankara Palast                              | Hotel                              | 1927      | Ankara   | Türkei    |
| 15  | Ankara İkinci Vakıf Hanı             |                                            |                                    | 1927      | Ankara   | Türkei    |
| 16  | Devlet Demir Yolları Genel Müdürlüğü | Generaldirektion der staatlichen Eisenbahn | Behörde                            | 1928      | Ankara   | Türkei    |
| 17  | Gazi İlk Muallim Mektebi             |                                            | Bildungseinrichtung für Lehrbeamte | 1930      | Ankara   | Türkei    |

## Auszeichnungen

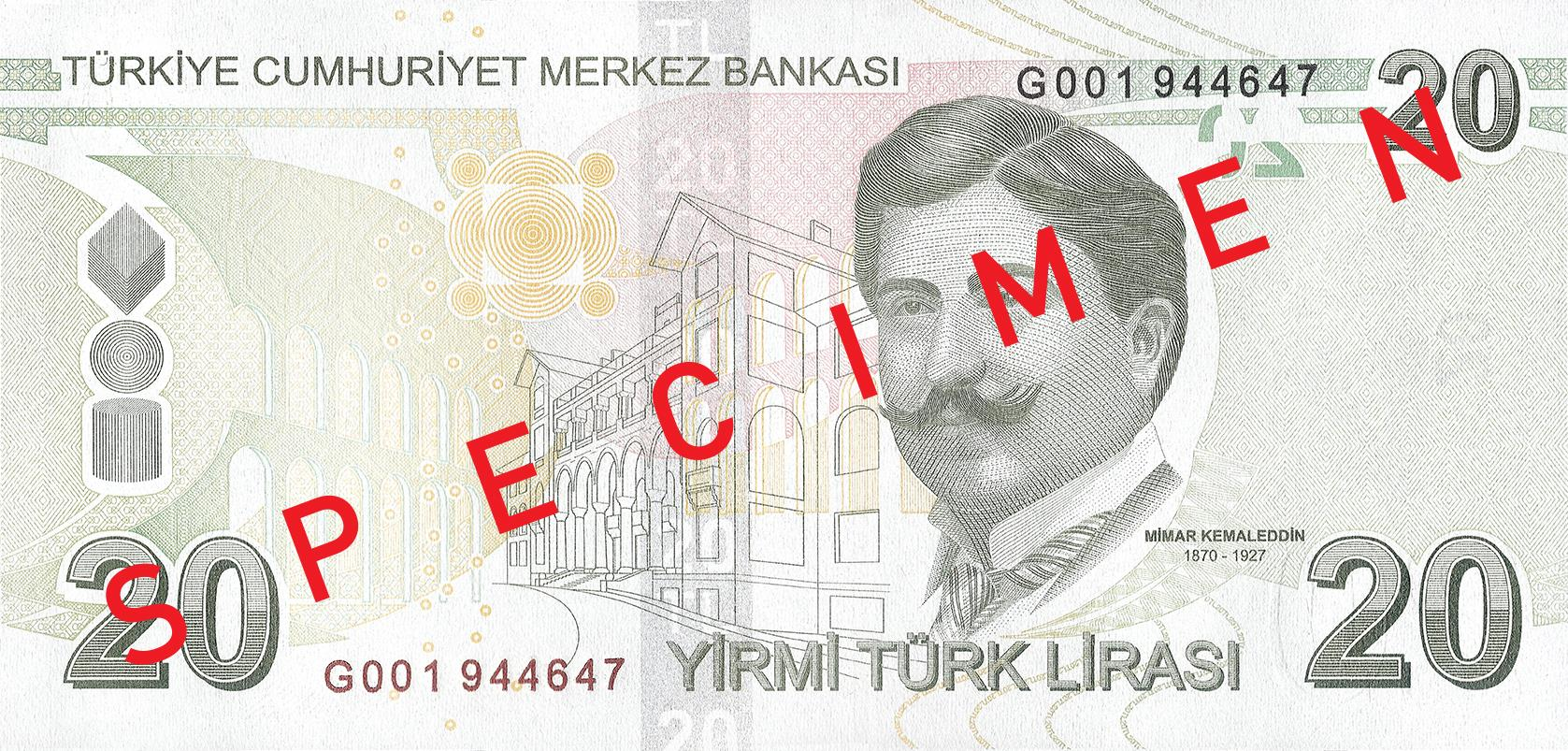
Die 20 TL Banknote

- Ehrenmitgliedschaft der Royal Academy of Arts für die Restauration der al-Aqsa-Moschee
- Mimar Kemaleddin ist auf der 20 TL Banknote abgebildet.
- Sanayî Madalyası (1891)

### Namensgebungen
- Mimar-Kemalettin-Volksschule in Ankara